# Robert Hill (Musiker)
Robert Hill (* 6. November 1953 in Cebu City, Philippinen) ist ein US-amerikanischer Cembalist, Musikwissenschaftler und Hochschullehrer. Er unterrichtete seit 1990 an der Hochschule für Musik Freiburg als Professor für historische Tasteninstrumente und historische Aufführungspraxis.

## Leben und Wirken
Robert Hill war bis 1974 Schüler von Gustav Leonhardt und Anneke Uittenbosch am Amsterdamer Konservatorium. Anschließend studierte er Musikwissenschaft an der Harvard University, wo er 1987 mit einer musikwissenschaftlichen Arbeit über Johann Sebastian Bachs frühe Kompositionen für Tasteninstrumente promoviert wurde. Von 1986 bis 1990 lehrte er an der Duke University in Durham (North Carolina).
Er ist einer der bedeutendsten Praktiker für historische Tasteninstrumente (Cembalo, Clavichord, Fortepiano) und gab zahllose Konzerte und Tonträgerveröffentlichungen in den letzten Jahrzehnten (u. a. mit Reinhard Goebel, Dmitri Sitkovetsky und dem Freiburger Barockorchester). Sein Bruder Keith Hill ist Hersteller historischer Tasteninstrumente in Cambridge (Massachusetts). Beide engagieren sich stark für die Rekonstruktion des Lautenklaviers.
Als Klavierist beschäftigt er sich mit dem Tastenrepertoire von etwa 1600 bis 1900, aufgeführt auf allen gebräuchlichen Tasteninstrumenten, vom Cembalo, Clavichord und Lautenwerk (darmbezogenes Cembalo) bis zu den Fortepiani der Mozart-, Schubert- und Schumannzeit, sowie dem modernen Klavier. Als Musiker legt Robert Hill besonderen Wert darauf, die Wiederbelebung vergangener Musizierpraktiken in möglichst kreativem Sinn zu gestalten. Sein Ziel ist es, den Spielraum, den herausragende Musiker der Vergangenheit in ihrer eigenen Musikkultur genießen durften, wiederzugewinnen. Die Aufgabe der historischen Aufführungspraxis versteht er als einen Bereich, in dem Wissenslücken im geschichtlichen Bild durch Intuition und Phantasie überwunden werden müssen. 1982 erhielt er den Erwin Bodky Award für Alte Musik. Hill war Leiter des Instituts für historische Aufführungspraxis an der Hochschule für Musik Freiburg.
Schülerin war bei ihm Rebecca Maurer.
Seit 2018 ist er Professor für Cembalo am College of Music der University of Colorado Boulder.